# Brookneal
Brookneal és una població dels Estats Units a l'estat de Virgínia. Segons el cens del 2000 tenia 1.259 habitants.

## Demografia
Segons el cens del 2000, Brookneal tenia 1.259 habitants, 509 habitatges, i 325 famílies. La densitat de població era de 138,9 habitants per km².
Dels 509 habitatges en un 29,1% hi vivien nens de menys de 18 anys, en un 44,8% hi vivien parelles casades, en un 16,1% dones solteres, i en un 36% no eren unitats familiars. En el 31,4% dels habitatges hi vivien persones soles el 18,1% de les quals corresponia a persones de 65 anys o més que vivien soles. El nombre mitjà de persones vivint en cada habitatge era de 2,36 i el nombre mitjà de persones que vivien en cada família era de 2,98.
Per edats la població es repartia de la següent manera: un 24,9% tenia menys de 18 anys, un 5,6% entre 18 i 24, un 24,4% entre 25 i 44, un 21,9% de 45 a 60 i un 23,2% 65 anys o més.
L'edat mediana era de 42 anys. Per cada 100 dones de 18 o més anys hi havia 77 homes.
La renda mediana per habitatge era de 25.938 $ i la renda mediana per família de 35.592 $. Els homes tenien una renda mediana de 26.800 $ mentre que les dones 20.089 $. La renda per capita de la població era de 14.164 $. Entorn del 15,2% de les famílies i el 19,8% de la població estaven per davall del llindar de pobresa.

## Poblacions més properes
El següent diagrama mostra les poblacions més properes.